# Ernst-Georg Kedzia
Ernst-Georg Kedzia (15 de novembro de 1914 - 16 de junho de 1994) foi um oficial alemão que serviu no Deutsches Heer durante a Segunda Guerra Mundial. Foi condecorado com a Cruz de Cavaleiro da Cruz de Ferro com Folhas de Carvalho.

## Condecorações
| Nome                                                             | Data                   |
| ---------------------------------------------------------------- | ---------------------- |
| Cruz de Ferro (1939) 2ª Classe                                   |                        |
| Cruz de Ferro (1939) 1ª Classe                                   |                        |
| Medalha da Frente Oriental                                       |                        |
| Distintivo da infantaria de assalto                              |                        |
| Cruz Germânica em Ouro                                           | março de 1944          |
| Cruz de Cavaleiro da Cruz de Ferro                               | 26 de novembro de 1944 |
| Cruz de Cavaleiro da Cruz de Ferro com Folhas de Carvalho nº 794 | 23 de março de 1945    |